# Toponímia de Cristòfor Colom
Toponímia de Cristòfor Colom, són els noms utilitzats per Colom al Carib per batejar illes, caps, rius i altres accidents geogràfics descoberts en el Nou Món. Per alguns autors com Nito Verdera es dona la translació dels topònims de les costes del Mediterrani. Els noms utilitzats per Colom apareixen a l'Estret de Gibraltar, Andalusia, la costa ibèrica, Marroc, Algèria, Sardenya i Balears, en especial d'Eivissa i Formentera, a Galícia i uns quants al Mar Tirrè, fet que s'explica pels seus temps de corsari dirigint naus a les ordres de Renat d'Anjou.
Per a KirkPatrick Sale, la majoria de noms estan inspirats per la seva semblança en accidents naturals, altres són personatges religiosos o bé es corresponen amb el sant del dia, alguns reflecteixen sentiments generals de santedat o bellesa.
Dels quatre viatges de Colom, ens han arribat un total de 197 noms. De ben segur que n'hi havia molts més però la pèrdua dels diaris de navegació impossibilita conèixer el nombre i distribució de topònims utilitzats per l'almirall. D'altra banda, s'ha comprovat que fins i tot es canviava el nom d'algun d'ells, com és el cas de l'illa Evangelista, situada al sud-oest de Cuba i descoberta en el segon viatge, que després va passar a ser l'Illa de Pinos.
Nito Verdera opina que la majoria de documents de Cristòfor Colom s'han perdut o els han fet desaparèixer de manera premeditada. També afirma que els escrits possiblement foren alterats per copistes que no comprenien les peculiaritats lingüístiques de Colom i que adaptarien els manuscrits a la seva llengua i fonètica.

## Noms de sants i festes religioses

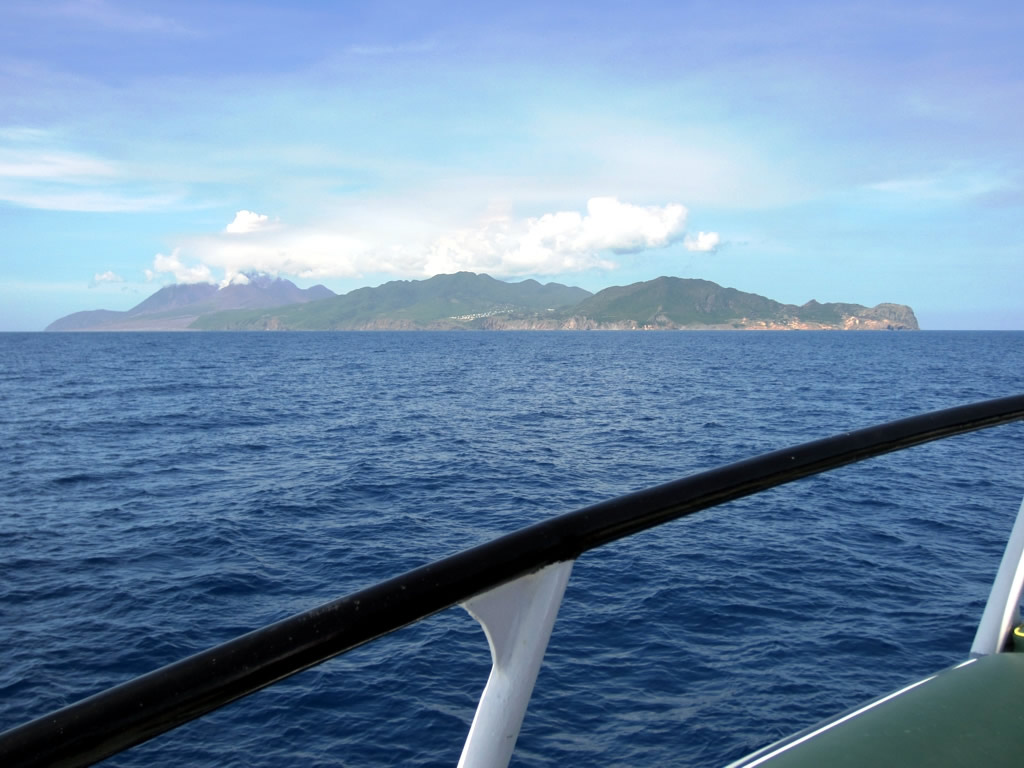
Perfil de l'Illa de Montserrat al Carib

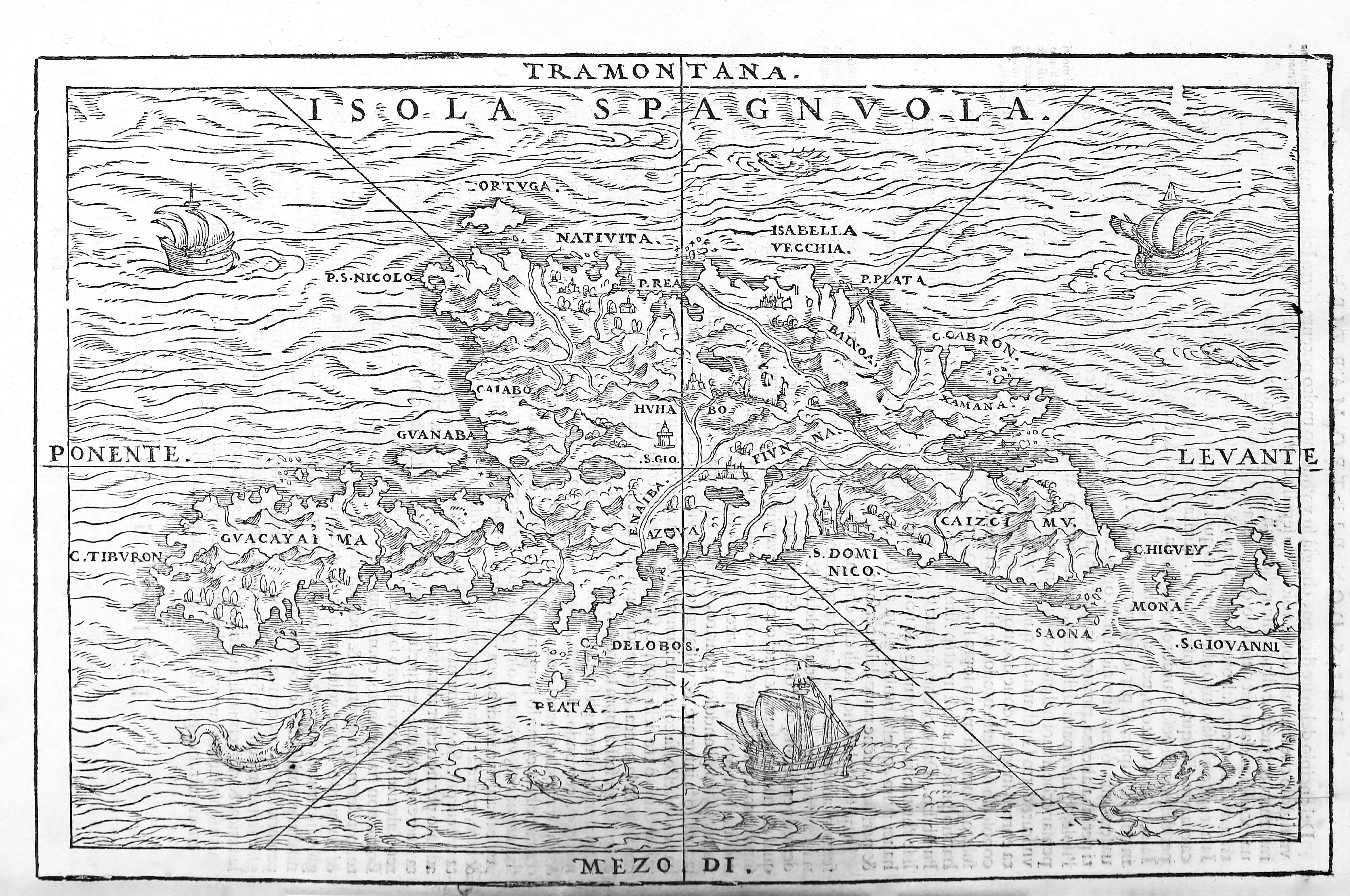
Mapa de la Hispaniola on apareix el Fort Nativitat i l'illa Saona

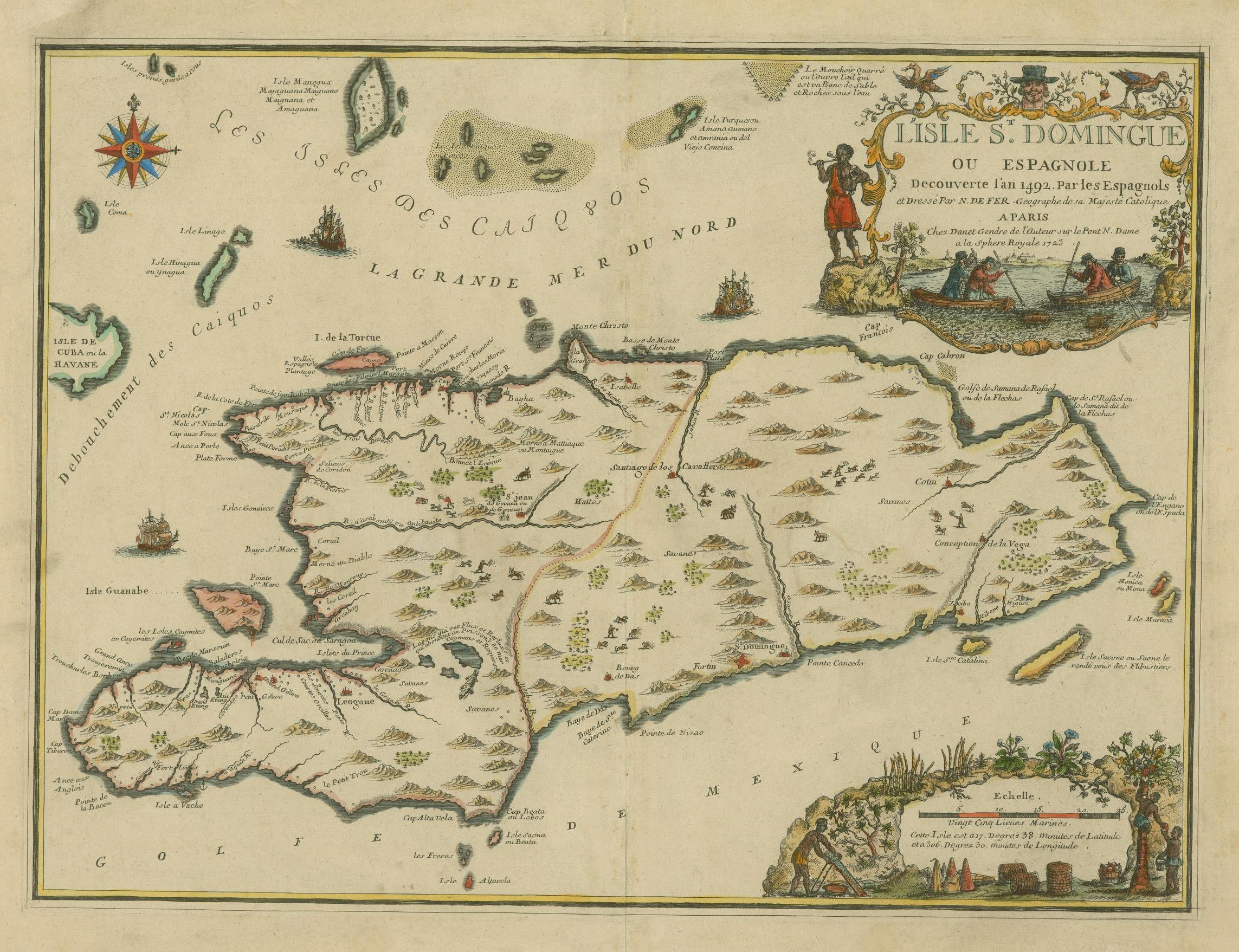
Mapa de la Hispaniola de Nicolás de Fer (París, 1723)

Els noms de sants i festivitats religioses són 51, el 25,8% del total, fet indicatiu de la importància que Colom concedia als temes religiosos. Al segon viatge, Colom va posar fins a 33 noms de sants, fet que es podria deure al fet que l'acompanyava el benedictí del monestir de Montserrat Bernat Boïl, vicari apostòlic, i també hi havia altres monjos a bord de les naus descobridores. En Pere Serra i Postius a la História de nuestra Senyora de Montserrat escriu que la segona expedició sortí de Barcelona amb un gran nombre de catalans, i que a l'illa de Sant Domingo en Boïl i aixecà el primer temple catòlic i el dedicà a María Santísima amb el títol de nostra senyora de Montserrat.
- Illa de Montserrat, illa que havia estat poblada per indígenes arawak i carib. L'any 1493 hi arribà Cristòfor Colom durant el seu segon viatge i la bateja amb el nom de la santa patrona de Catalunya.
- Fort Nativitat, construït el dia de la Nativitat de Jesús amb les restes de la nau Santa Maria.
- Illa de Sant Salvador, sant dels mariners i pescadors, primera illa descoberta per Colom, els indis l'anomenaven Guanavaní.
- Illa Santa María de la Concepción, Immaculada Concepció, advocació de la Mare de Déu venerada per tota la mediterrània.
- riu San Salvador.
- Mar de Nuestra Señora
- Puerto de Santa Catalina, descobert el 24 de novembre diada d'aquesta Santa.[4]
- Puerto de la Concepción
- Illa de Santo Tomás
- Puerto de la Mar de Santo Tomás
- Punta Santa
- Puerto Sacro
- Cabo de San Theramo
- Illa Dominica, Santo Domingo.
- Illots Los Santos
- Illa Guadalupe, topònim de Castella.
- Santa María de la Redonda, a Catalunya hi ha Santa Maria de la Rodona.
- Illa Nuestra Señora de las Nieves, Nostra Senyora de les Neus Patrona d'Eivissa i Formentera.
- Illa San Cristóbal, en català Cristòfor de Lícia (del grec Χριστόφορος, "que porta Crist"). Era patró dels mariners i ho és de Premià de Mar.
- Illa San Eustaquio, patró de Madrid i dels caçadors.
- Illa San Saba, Saba de Mutalasca
- Illa Santa María del Antigua.
- Illa San Martín, Sant Martí.
- Illa Santa Cruz, en català Santa Creu o Veracreu. La Catedral de Barcelona està dedicada a la Santa Creu, i n'és la seva advocació principal. La dedicació del temple a la Santa Creu, molt poc habitual, és una de les més antigues del món cristià i probablement es remunta a mitjan segle VII.[5]
- Illa Santa Úrsula, Santa Úrsula de Colònia, la seva festivitat és el 21 d'octubre. Venerada al segle xv a Catalunya, vegis el retaule de santa Úrsula i les onze mil verges.
- Illa Once Mil Vírgenes
- Illa Archipiélago de las Vírgenes
- Illa Virgen Gorda
- Illa San Juan, Sant Joan Baptista o Sant Joan Evangelista, també correspon a dues ciutats del mediterrani Sant Joan (Mallorca), Sant Joan d'Alacant.
- Illa San Tomás
- Illa San Marcos
- Illa San Bartolomé, descoberta per Cristòfor Colom l'any 1493, durant el seu segon viatge a Amèrica. La batejà així en honor del seu germà Bartolomé, tot reclamant-la per a la corona hispànica. Els indis caribs l'anomenaven Ouanalao.
- Illa San Juan Bautista, actualment Puerto Rico
- Fortaleza de Santo Tomás
- Puerto Santa Gloria
- Illa de Santiago, actual Jamaica, en el Llibre de les Profecies l'esmenta com ysla de Janahica.
- Illa Santa María, nombroses són les catedrals o esglésies que porten el nom de Santa Maria, a Catalunya hi ha Santa Maria del Mar.
- Cap de San Miguel
- Illa Santa Caterina
- Cap de San Rafael
- Fortaleza de la Esperanza
- Fortaleza de la Concepción
- Fortaleza de San Cristóbal
- Illa Santa
- Illa de la Asunción
- Illa de la Concepción
- Illa del Romero
- Riu o Port de Belén, Belén
- Golf de San Blas, Sant Blai, patró del barri de Russafa a València, Altea (la Marina) i Cabassers (Priorat).
- Port de Sant Nicolás, segons Bartolomé de las Casas per ser el dia d'aquest Sant.[6]

## Topònims de lesIlles Balears

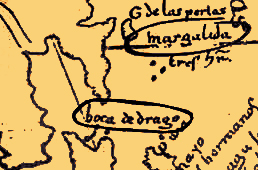
Detall del mapa de Juan de la Cosa, on Nito Verdera assenyalà dos topònims clarament catalans: Margalida i Boca de dragó

- Cap del Isleo, Illetes
- Riu de Marés,[7] actual Riu Toa de Cuba. El marès és el nom d'una roca sedimentària molt emprada a la construcció de cases i murs a les Illes Balears. A Catalunya trobem el Mas Marés (Roses - Alt Empordà).
- Punta Rama, Punta Rama a les Pitiüses.
- Illa de las Ratas - Illa de ses Rates
- Illa de Cabra - Cabrera
- Illa Anguila
- Cayo de Berberia - Cap de Barbaria
- Port Grande PortoMagno
- Illa de Pinos.
- Bajo de las Hormigas, Illot Formigues
- Illa Saona, a Formentera hi ha la cala Saona.
- Cap de la Galera, Illot Sa Galera a les Pitiüses
- Camarí
- Isleta Caracol, a les Balears trobem la platja d'es Caragol a set kilòmetres de Ses Salines i l'illot En Caragoler.
- Illot Delfín, a Mallorca la platja Es Dofí, arenal situat entre les platges d'es Dolç i es Carbó.
- Illot Margarita - Margalida en el Mapa de Juan de la Cosa, a l'illa d'Eivissa hi ha Ses Margalides.
- Illa Martinet, Martinet dels esculls, au que habita costes, estuaris, aiguamolls i manglars a la llarga de les costes atlàntiques africanes, des del Sàhara Occidental fins a Gabon.
- Punta del Arenal, a Mallorca Arenal de sa Ràpita
- Isletas Guardias

## Topònims catalans
- Illa de Tramontana - als països catalans hi ha el vent de Tramuntana i l'Escull de Tramuntana a les Pitiüses.
- Cabo de Cruz - Topònim molt semblant a Cap de Creus.
- Cabo del Becerro, en català Bou, a l'Empordà existeixen Port Bou, la Cala des Vedell, Cala de Vaques i a Ibisa Cala Vedella.
- Isleta Caracol, a la badia de Roses davant de L'Escala hi ha un illot anomenat l'Illa del Cargol
- Punta Roja, a Pals podem trobar Illa Roja i a Palafrugell Cap Roig.
- Canal de Vacas, a Sant Feliu de Guíxols Cala de Vaques.

## Topònims del Llevant espanyol
- Cap de la Campana
- Port Mata
- Punta Seca
- Jardí de la Reina
- Monte Cristalino
- Golf de la Ballena
- Illa de Gracia
- Punta Seca
- Port de Cabañas
- Isletes Barbas

## Topònims del Mar Tirrè
Al segle xv les costes que banyen el Mar Tirrè eren de la Corona d'Aragó, per tant no és d'estranyar que Colom les coneixia perfectament.
- Cap del Elefante Primer viatge de Colom, nom procedent de l'Illa d'Elba.
- Cap Torres, Primer viatge, nom procedent de Sardenya.
- Monte Christi Primer viatge, nom procedent de l'Illa d'Elba.
- Cap Francés, Primer viatge, nom procedent de l'Illa d'Elba.
- Cap del Enamorado, Primer viatge de Colom, nom procedent de l'Illa d'Elba.
- Illa de Trinitat, Tercer Viatge, aquest nom també es troba en l'Estret de Bonifacio, al SE de l'illa de Còrsega. D'aquesta illa s'ha de recordar que va estar molt vinculada a la Corona d'Aragó perquè el 1297 el Papa Bonifaci VIII la va concedir en feu a Jaume II i es va crear el càrrec de governador, que va estar vigent fins a la segona meitat del s. XV].

## Catalanismes
- Cheranero [recer], Primer viatge.
- Cabo Belprado, [Bell Prat].
- Isla Belaforma, [Bella forma].
- Belpuerto, [Bell port], quart viatge.
- Puerto del Retrete o Escribanos, quart viatge.[8]

## Noms propis
- Illa Ferrandina, actual Illa Llarga (Bahames), descoberta en el primer viatge, Colom la bateja en honor del rei Ferran el Catòlic.
- Puerto del Príncipe, primer viatge, batejada en honor del príncep Joan.
- Illa Juana, actual Cuba, primer viatge, en honor de la princesa Joana.
- Illa Española, actual Haití i República Dominicana, primer viatge
- Río Guadalquivir, primer viatge, riu Guadalquivir
- Cabo de Cuba.
- Marigalante, segon viatge, nau capitana del primer viatge Nau Santa Maria anomenada també Marigalante.
- Vila Isabela, segon viatge, Isabel I de Castella.
- Illa Isabeta, tercer viatge.
- Illa Madama Beata.